# Vuelo 2415 de United Express
El vuelo 2415 de United Express fue un vuelo regular de Seattle a Pasco, Washington, operado usando un BAe Jetstream 31.  El 26 de diciembre de 1989, el vuelo 2415 se estrelló mientras intentaba aterrizar en el  Aeropuerto de Tri-Cities, matando a ambos pilotos y a los cuatro pasajeros que iban a bordo.

## Aeronave e información de vuelo
North Pacific Airlines, operado como United Express, operaba el vuelo 2415 como un vuelo regular desde Seattle a Pasco, con una parada intermedia en Yakima.  
En la noche del accidente, el vuelo 2415 fue operado usando un avión de doble motor turbohélice del tipo BAe Jetstream 31, número de registro N410UE.: 9  El avión fue fabricado en octubre de 1987, y había acumulado aproximadamente 4.972 horas de vuelo en el momento del accidente.: 9  El avión no estaba equipado con un sistema de alerta de proximidad a tierra: 31  y no contaba con grabadora de voz de cabina o grabadora de datos de vuelo.: 13 

## Accidente
El vuelo 2415 partió de Seattle a las 20:45 hora estándar del Pacífico, y aterrizó en Yakima sin reportar ningún problema mecánico.: 1  Un agente de rampa de la compañía en Yakima testificó haber visto al primer oficial del vuelo 2415 retirando el hielo de las alas del avión, ayudado por otro primer oficial de la compañía. El agente de rampa preguntó al capitán del vuelo 2415 si quería que se deshielara su avión, pero el capitán declinó su ofrecimiento.: 1  El agente de rampa preguntó al capitán del vuelo 2415 si deseaba que se deshielara la cola, dado que los primeros oficiales que estaban retirando el hielo de las alas no eran capaces de alcanzar las superficies de la cola. El capitán también declinó la oferta.: 1–2  El vuelo 2415 fue el único vuelo que salió de Yakima esa tarde/noche que no fue deshielado.: 2 
A las 21:59, el control de tránsito aéreo de la torre de Yakima anunció que el aeropuerto de Yakima estaba cerrado debido a las condiciones meteorológicas.: 2  Sin embargo, a las 22:00, el vuelo 2415 contactó con los controladores de tierra de Yakima y fue autorizado a proceder a la pista 27 de Yakima para despegar. Los controladores de tierra avisaron al vuelo 2415 de «hielo ligero a moderado» entre 4.000 y 18.000 pies, confirmando el vuelo 2415 esta información.: 2  A las 22:01, el vuelo 2415 partió de Yakima con ruta a Pasco, y ascendió hasta una altitud de crucero de 11.000 pies.: 2–3  A las 22:26, el vuelo 2415 fue autorizado a realizar una aproximación con Sistema Instrumental de Aterrizaje (ILS) a la pista 21R del aeropuerto de Tres Ciudades de Pasco.: 3  Las conversaciones del vuelo 2415 y los controladores fueron normales en los minutos previos al accidente, y no se registraron llamadas de emergencia.
A las 22:30, mientras el vuelo 2415 se encontraba en aproximación final, la torre de control de Pasco se fijó que el vuelo 2415 volaba «más alto de lo normal» para una aproximación final, y también que descendía más rápido de lo normal.: 5  El controlador observó cómo el vuelo 2415 descendía hasta impactar con el terreno a unos 400 pies de la pista 21R. El controlador avisó a los servicios de emergencia, quienes llegaron al lugar del accidente a las 22:34.: 5  El avión estaba destrozado, y no había supervivientes.: 5 

## Investigación
El accidente fue investigado por la Junta Nacional de Seguridad en el Transporte. Los investigadores descubrieron que el avión volaba correctamente sobre la senda de planeo para una aproximación ILS.: 40  Desde la última posición registrada del avión, los investigadores determinaron que el vuelo 2415 necesitaba seguir una senda de descenso de 7 grados para descender lo suficientemente rápido como para alcanzar el umbral de la pista.: 40  Esto es más de dos veces el ángulo de la senda de aterrizaje para una aproximación ILS y requeriría de una alta tasa de descenso de entre 2.000 y 3.000 pies por minuto.: 40  Los investigadores también determinaron que el hielo que se había ido formando en las alas, creó un gran riesgo de pérdida a bajas velocidades.: 40  De acuerdo a los datos de radar, el vuelo 2415 había decelerado a 110 nudos cuando intentó descender. La combinación de una elevada tasa de descenso, baja velocidad y la formación de hielo en el avión resultaron en una pérdida de control del avión.: 40 
El 4 de noviembre de 1991, la NTSB publicó su informe final del accidente, que contenía las siguientes conclusiones:: 47 

La Junta Nacional de Seguridad en el Transporte (NTSB) concluye que la causa probable del accidente fue la decisión de la tripulación de continuar una aproximación por ILS no estabilizada que llevó al avión a una entrada en pérdida, probable a consecuencia del estabilizador horizontal, y con ello una pérdida de control a baja altitud. El uso de vectores inadecuados por parte del control de tráfico aéreo contribuyó al accidente al ubicar el avión en la baliza exterior mientras todavía se encontraba por encima de la senda de planeo. Contribuyendo a la entrada en pérdida y la ausencia de control fue la acumulación de hielo en el fuselaje que degradó el perfil aerodinámico del avión.